# Montes Ausonios
Los Montes Ausonios en italiano, Monti Ausoni, son una cordillera del Lacio meridional, en la Italia central. Forman parte de los Antiapeninos, un grupo que va desde los Apeninos hasta el mar Tirreno. Están limitados al norte por los montes Lepinos y al sur por los montes Auruncos.
Toman su nombre de la antigua tribu de los ausonios. 
Se trata de montañas de moderada altitud, constituidos principalmente por frágil caliza. Las altitudes van desde los 1.152 m s. n. m. de Cima del Nibbio y los 1.141 m del Monte Calvo. Cerca de Pastena están las epónimas Grotte (cuevas). Otra montaña de relieve es el puntiagudo (al menos para el estándar apenínico) Monte delle Fate (Sonnino), de 1.090 m s. n. m.